# Audi RS6

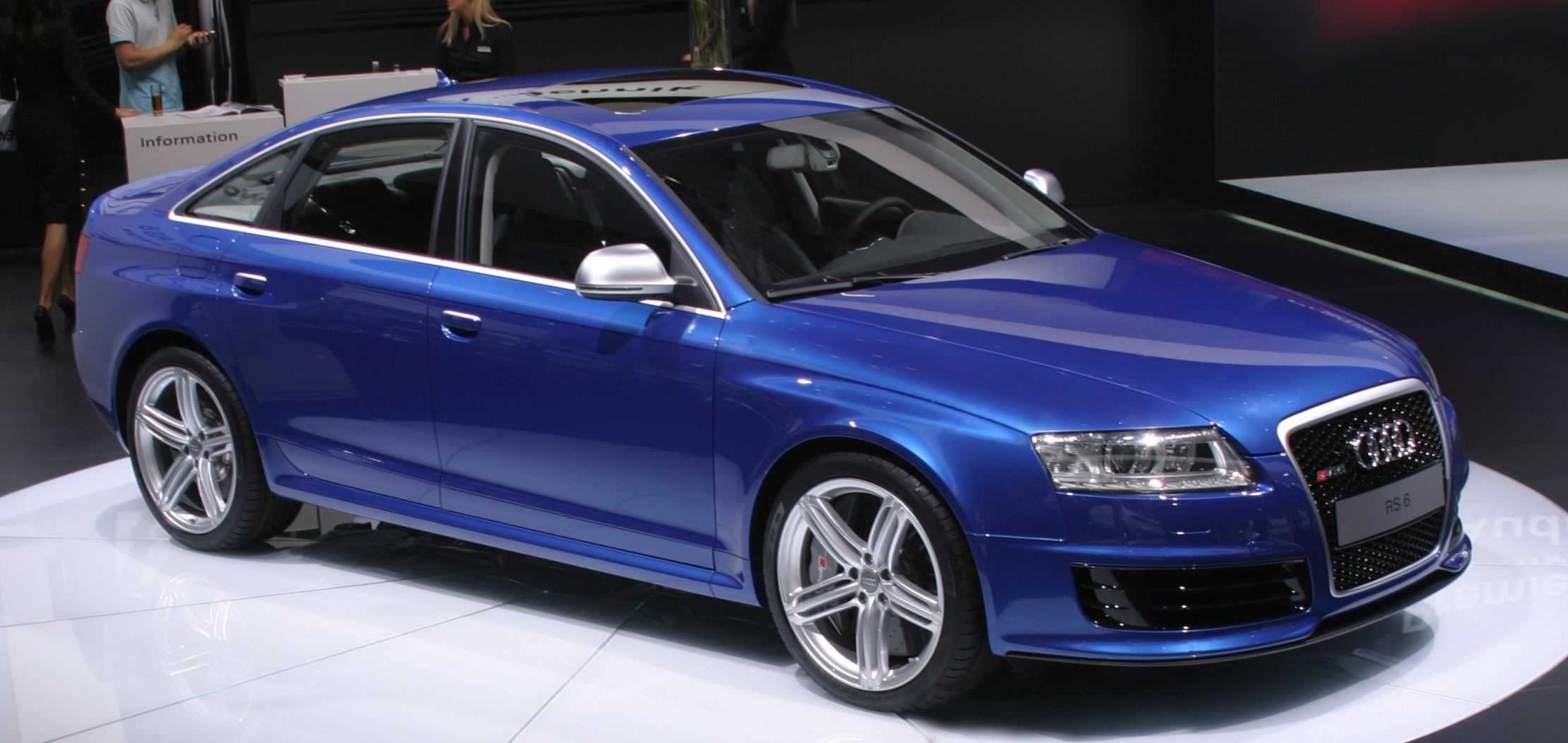
Audi RS6 szedán

Az Audi RS6 quattro, amit gyakran csak RS6-ként jelölnek, az Audi A6 nagyon nagy teljesítményű, csúcsfelszereltségű változata, amit a cég a sportos S6 fölé helyezett a kínálatában. Nagykategóriás sportszedán és -kombi, amit az Audi nagy teljesítményű autókra szakosodott alvállalatánál, a quattro GmbH-nál gyártanak.
A C5 generációs RS6 gyártása 2002 júniusában kezdődött, és 2004 októberéig tartott. Az Audi 2007-ben, a Frankfurti Autószalonon mutatta be a második generációs, C6 típuskód alá tartozó RS6-ot.
A C5 RS6 volt a quattro divízió által gyártott negyedik modell. Az első az Audi RS2 Avant volt, amit a quattro GmbH és a Porsche közösen tervezett; a második az Audi S6 Plus, amit 1996 áprilisa és 1997 júliusa között állítottak elő; a harmadik pedig a B5 generációs Audi RS4 2000-ben. Az ötödik modell 2005-ben jelent meg, ez volt a B7 generációs Audi A4 DTM-kiadás; a hatodik a 2006-ban megjelent B7 generációs RS4; a hetedik pedig a C6 generációs RS6.
Az első RS6-os volt az első Audi RS modell, ami Észak-Amerikában is kapható volt.
Az RS betűszó a versenysportot jelentő német RennSport szóösszetételben szereplő szavak kezdőbetűiből áll. Az Audi csúcsteljesítményű modellként adja ki az RS sorozatot, az S modellek fölé, a legmagasabbra pozicionálva, ami még az Audi-modellpalettán jelenik meg. Mint minden RS modell, így az RS6-os is úttörő szerepet tölt be az Audi legújabb és legmodernebb technológiájának bemutatásában. Ezenkívül csak a Torsen-alapú quattro állandó négykerékhajtással vásárolható meg.

## C5 generáció (2002–2004)
Az eredeti RS6 a Volkswagen-csoport C5 generációs platformjának (1997–2004) csúcsmodellje volt, és először csak ötajtós kombiként volt elérhető. A négyajtós szedán nem sokkal a kombi bemutatása után érkezett meg. A C5 generációs Audi S6-ból fejlesztették tovább, és ugyanazt az alumínium alvázat és V8-as motort használja, mint az S6.
Az Avant 98-as oktánszámú benzinnel 4,6 másodperc alatt gyorsul 0–100 km/órára, 0–200 km/órára pedig 16,8 (a szedán 16,6) másodperc alatt. A végsebességet elektronikusan korlátozták 250 km/órára, de több RS6-tulajdonos állítása szerint a limiter engedi a 270 km/óra elérését.
Motor
Az RS6-nak 4172 köbcentis, 90 fokos szögben álló V8-as motorja van, két feltöltővel (biturbó), dupla vezérműtengellyel és hengerenként öt szeleppel. A finomhangolását a Cosworth Technologyval végeztek. A két (hengersoronként egy) turbófeltöltő segítségével 450 lóerő elérésére képes 5700/perc és 6400/perc fordulatszám között. Köszönhetően a nagy méretű V8-as motornak és a turbótöltőknek, a legmagasabb forgatónyomatékát széles fordulatszám-tartományban, 1950/perc és 5600/perc között leadhatja.
A motor Bosch Motronic befecskendezőrendszerrel szerelt, és az ESP kipörgésgátló rendszert is a Bosch szállította. A motor teljesíti az Euro3 környezetvédelmi szabályokat, és lambdaszondás katalizátorral van ellátva. Az RS6 szén-dioxid kibocsátása 350 g/km.
RS6 Plus
2004 áprilisa és októbere között korlátozott számban megvásárolható volt egy csúcskiadás, az RS6 Plus. Ez az RS6-nál is nagyobb teljesítményű, 480 lóerős, bár a forgatónyomatéka maradt 560 Nm. A többletteljesítmény az új motorelektronikának és a töltőlevegő-hűtő két új hőleadójának köszönhető. A hivatalos mérések szerint 0–100 km/órára 4,6 másodperc alatt gyorsul, míg 0–200 km/órára 17,3 másodperc alatt.

## C6 generáció (2008–2010)
A második generációs RS6 5.0 TFSI a Volkswagen csoport C6-os platformjára épül, és 2007-ben mutatták be a Frankfurti Autószalonon. Európában 2008 áprilisától volt megvásárolható, és az Audi történetének legerősebb motorú kocsijaként jelent meg, olyan versenytársakat állítva kihívás elé, mint a Mercedes E63 és a BMW M5.
Az USA-ban az Avant (kombi) változat nem volt megvásárolható, csak a szedán.
A hivatalos mérések szerint 4,6 másodperc alatt gyorsul 0–100 km/órára, és 14,9 másodperc alatt 0–200 km/órára, a végsebessége pedig elektronikusan 250 km/órára van korlátozva. Az egyik megvásárolható extra e korlátozás 280 km/óráig való bővítése (a szénszálas motortérburkolatot is tartalmazó csomag részeként). A szabványosított mérések szerinti szén-dioxid-kibocsátása 333 g/km.
Motor
Az Audi ebben a modelljében kínált elsőként teljesen alumínium motort, ami 5 literes (4991 cm³), 90 fokos hengerszögű és V10-es hengerelrendezésű. A motor biturbó FSI rendszerű, és szárazkarteres kenésű; 580 lóerőt képes leadni 6250–6700 1/perc közötti fordulatszámon. A legnagyobb forgatónyomaték 650 Nm, ami 1500 és 6250 1/perc fordulatszám között elérhető.
A motorvezérlő elektronika Bosch Motronic típusú, és a Bosch szállította az elektronikus kormányzást is.
RS6 Plus Sport és RS6 Plus Audi Exclusive
Csupán 500 példány készült e modellekből, amelyek több tekintetben is felülmúlják a normál – de hétköznapinak korántsem mondható – RS6-ost. A Plus Sport változat végsebessége nincs korlátozva, így 303 km/órás tempóra képes, míg az RS6 Plus Audi Exclusive-nál az óriási teljesítmény mellett különleges díszítőelemek megrendelhetőségével a belső tér egyediségére helyezték a hangsúlyt. Mindkét modellváltozat 4,5 másodperc alatt gyorsul 100 km/órára.